# Guibourtia coleosperma
Guibourtia coleosperma es una especie de árbol perteneciente al género Guibourtia en la familia Fabaceae y conocido más popularmente como bubinga.

## Descripción
Es un árbol de gran tamaño de hoja perenne que se encuentra en bosques abiertos y que se producen casi exclusivamente en la Cuenca del Kalahari.

## Hábitat
Se encuentra en el bosque abierto con Isoberlinia, Brachystegia, en rodales puros aquí y allá, en la Cuenca del Kalahari profundo, a una altitud de 750-1400 metros en Namibia y Botsuana.

## Propiedades
Los taninos condensados de proguibourtinidin se pueden encontrar en G. coleosperma. La madera tiene un olor perceptible de mentol.

## Taxonomía
Guibourtia coleosperma fue descrito por (Benth.) J.Léonard y publicado en Bulletin du Jardin Botanique de l'État à Bruxelles 19: 403. 1949.
Sinonimia
- Copaiba coleosperma (Benth.) Kuntze
- Copaiva coleosperma (Benth.) Britton
- Copaifera coleosperma Benth.[4][1]